# Andrea De Marco
Andrea De Marco (Chiavari, 21 maart 1973) is een Italiaans voormalig voetbalscheidsrechter. Hij was in dienst van FIFA en UEFA tussen 2007 en 2013. Ook leidde hij tussen 2004 en 2014 wedstrijden in de Serie A.
Op 24 juni 2006 debuteerde De Marco als scheidsrechter in de hoogste Italiaanse divisie. Op die dag speelden Bologna en Lecce met 1–1 gelijk en de leidsman deelde vijf gele kaarten uit. In Europees verband maakte de Italiaan zijn debuut tijdens een wedstrijd tussen Zrinjski Mostar en Partizan Belgrado in de voorronde van de UEFA Cup; het eindigde in 1–6 en De Marco gaf twee gele kaarten. Zijn eerste interland floot hij op 19 november 2008, toen Malta met 0–1 verloor van IJsland door een doelpunt van Heiðar Helguson. Tijdens dit duel gaf De Marco twee gele kaarten.
In 2014 besloot De Marco een punt achter zijn carrière als scheidsrechter te zetten, op eenenveertigjarige leeftijd.

## Interlands
| Datum            | Plaats        | Wedstrijd       | Uitslag | Competitie        | Kreeg geel | Kreeg voor de tweede keer geel en dus rood | Weggestuurd |
| ---------------- | ------------- | --------------- | ------- | ----------------- | ---------- | ------------------------------------------ | ----------- |
| 19 november 2008 | Paola, Italië | Malta – IJsland | 0 – 1   | Vriendschappelijk | 2          | 0                                          | 0           |